# Verwaltungsgliederung der Oblast Kemerowo

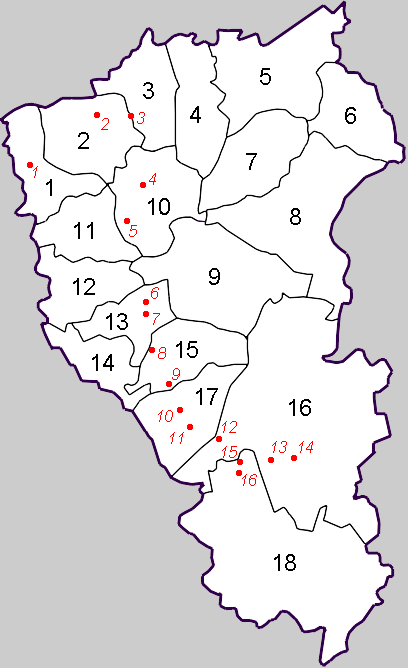
Verwaltungsgliederung der Oblast Kemerowo (Nummern in den ersten Tabellenspalten; schwarz: Rajons; rot: Stadtkreise)

Die Oblast Kemerowo im Föderationskreis Sibirien der Russischen Föderation gliedert sich in 18 Rajons und 16 Stadtkreise. Den Rajons sind insgesamt 22 Stadt- und 167  Landgemeinden unterstellt (Stand: 2010).

## Stadtkreise
| [ 1 ] | Stadtkreis          | Einwohner | Fläche (km²) | Bevölkerungs- dichte (Ew./km²) | Stadt- bevölkerung | Land- bevölkerung | Weitere Orte                                  | Anzahl städtischer Siedlungen | Anzahl ländlicher Siedlungen |
| ----- | ------------------- | --------- | ------------ | ------------------------------ | ------------------ | ----------------- | --------------------------------------------- | ----------------------------- | ---------------------------- |
| 3     | Anschero-Sudschensk | 89.097    | 122          | 730                            | 86.917             | 2.180             | Rudnitschny                                   | 2                             | 7                            |
| 8     | Belowo              | 134.517   | 171          | 787                            | 132.738            | 1.779             | Batschatski, Gramoteino, Inskoi, Nowy Gorodok | 5                             | 2                            |
| 4     | Berjosowski         | 49.627    | 83           | 598                            | 47.388             | 2.239             |                                               | 1                             | 2                            |
| 1     | Jurga               | 83.841    | 45           | 1863                           | 83.841             | –                 |                                               | 1                             | –                            |
| 16    | Kaltan              | 24.841    | 32           | 776                            | 24.841             | –                 |                                               | 1                             | –                            |
| 5     | Kemerowo            | 521.175   | 281          | 1855                           | 521.175            | –                 |                                               | 1                             | –                            |
| 10    | Kisseljowsk         | 109.092   | 215          | 507                            | 103.948            | 5.144             |                                               | 1                             | 5                            |
| 9     | Krasnobrodski       | 15.370    | 133          | 116                            | 11.919             | 3.451             |                                               | 1                             | 2                            |
| 6     | Leninsk-Kusnezki    | 106.829   | 114          | 937                            | 104.549            | 2.280             |                                               | 1                             | 2                            |
| 14    | Meschduretschensk   | 106.527   | 330          | 323                            | 103.860            | 2.667             |                                               | 1                             | 13                           |
| 13    | Myski               | 45.015    | 110          | 409                            | 42.352             | 2.663             |                                               | 1                             | 14                           |
| 12    | Nowokusnezk         | 563.507   | 424          | 1329                           | 563.507            | –                 |                                               | 1                             | –                            |
| 15    | Ossinniki           | 62.526    | 81           | 772                            | 46.893             | 15.633            |                                               | 1                             | 5                            |
| 7     | Polyssajewo         | 31.107    | 49           | 635                            | 27.979             | 3.128             |                                               | 1                             | 2                            |
| 11    | Prokopjewsk         | 210.994   | 220          | 959                            | 210.994            | –                 |                                               | 1                             | –                            |
| 2     | Taiga               | 27.588    | 49           | 563                            | 25.023             | 2.565             |                                               | 1                             | 5                            |

## Rajons
| [ 4 ] | Rajon            | Einwohner | Fläche (km²) | Bevölkerungs- dichte (Ew./km²) | Stadt- bevölkerung | Land- bevölkerung | Verwaltungssitz  | Weitere Orte                                   | Anzahl Stadt- gemeinden | Anzahl Land- gemeinden |
| ----- | ---------------- | --------- | ------------ | ------------------------------ | ------------------ | ----------------- | ---------------- | ---------------------------------------------- | ----------------------- | ---------------------- |
| 15    | Belowo           | 32.968    | 3.180        | 10,4                           | –                  | 32.968            | Belowo           |                                                | –                       | 11                     |
| 14    | Gurjewsk         | 45.899    | 2.390        | 19,2                           | 34.409             | 11.490            | Gurjewsk         | Salair                                         | 2                       | 7                      |
| 4     | Ischmorski       | 14.681    | 3.580        | 4,1                            | 5.611              | 9.070             | Ischmorski       |                                                | 1                       | 6                      |
| 3     | Jaja             | 21.973    | 2.760        | 8,0                            | 12.312             | 9.661             | Jaja             |                                                | 1                       | 9                      |
| 2     | Jaschkino        | 31.668    | 3.480        | 9,1                            | 15.268             | 16.400            | Jaschkino        |                                                | 1                       | 10                     |
| 1     | Jurga            | 22.604    | 2.520        | 9,0                            | –                  | 22.604            | Jurga            |                                                | –                       | 9                      |
| 10    | Kemerowo         | 44.487    | 4.510        | 9,9                            | –                  | 44.487            | Kemerowo         |                                                | –                       | 9                      |
| 9     | Krapiwinski      | 25.809    | 6.930        | 3,7                            | 12.976             | 12.833            | Krapiwinski      | Selenogorski                                   | 2                       | 9                      |
| 13    | Leninsk-Kusnezki | 26.740    | 2.400        | 11,1                           | –                  | 26.740            | Leninsk-Kusnezki |                                                | –                       | 8                      |
| 5     | Mariinsk         | 59.141    | 5.580        | 10,6                           | 41.564             | 17.577            | Mariinsk         |                                                | 1                       | 12                     |
| 16    | Nowokusnezk      | 52.409    | 13.290       | 3,9                            | –                  | 52.409            | Nowokusnezk      |                                                | –                       | 16                     |
| 17    | Prokopjewsk      | 33.561    | 3.500        | 9,6                            | –                  | 33.561            | Prokopjewsk      |                                                | –                       | 10                     |
| 12    | Promyschlennaja  | 50.355    | 3.080        | 16,3                           | 17.979             | 32.376            | Promyschlennaja  |                                                | 1                       | 10                     |
| 18    | Taschtagol       | 55.483    | 11.320       | 4,9                            | 49.452             | 6.031             | Taschtagol       | Kas, Mundybasch, Scheregesch, Spassk, Temirtau | 6                       | 4                      |
| 8     | Tissul           | 25.642    | 8.060        | 3,2                            | 14.530             | 11.112            | Tissul           | Belogorsk, Komsomolsk                          | 3                       | 10                     |
| 6     | Tjaschinski      | 30.696    | 3.540        | 8,7                            | 17.704             | 12.992            | Tjaschinski      | Itatski                                        | 2                       | 10                     |
| 11    | Topki            | 48.245    | 2.690        | 17,9                           | 30.572             | 17.673            | Topki            |                                                | 1                       | 11                     |
| 7     | Tschebulinski    | 16.622    | 3.780        | 4,4                            | 5.136              | 11.486            | Werch-Tschebula  |                                                | 1                       | 6                      |

Anmerkungen:
1. ↑  Nummer des Stadtkreises in der Karte (rot)
2. 1 2  Einwohnerzahlen vom 1. Januar 2010 (Berechnung)
3. ↑  Siedlungen städtischen Typs
4. ↑  Nummer des Rajons in der Karte (schwarz)
5. ↑  Siedlungen städtischen Typs bzw. Stadtgemeinden
6. 1 2 3 4 5 6  Stadt gehört nicht zum Rajon, sondern bildet eigenständigen Stadtkreis; Einwohnerzahl der Stadt nicht bei der Berechnung der Bevölkerungsdichte berücksichtigt